# Jonas David
Jonas Benjamin Chimezie David (* 8. März 2000 in Hamburg) ist ein deutscher Fußballspieler. Der Innenverteidiger steht seit Sommer 2025 beim Drittligisten SSV Ulm 1846 unter Vertrag.

## Karriere

### Im Verein

#### Jugend in Hamburg und Norderstedt
David, Sohn eines nigerianischen Vaters und einer deutschen Mutter, begann in Meiendorf, einem Ortsteil des Hamburger Stadtteils Rahlstedt, im Alter von 5 Jahren mit dem Fußballspielen und wechselte 2013 in die C-Jugend von Eintracht Norderstedt. Dort fiel er in den Ligaspielen gegen den Hamburger SV auf, zu dem er zur Saison 2014/15 wechselte. Dort gehörte der 14-Jährige zunächst der Breitensportabteilung an, spielte aber auch einige Spiele mit den C1-Junioren (U15), die zum Nachwuchsleistungszentrum (NLZ) gehören, in der erstklassigen C-Junioren-Regionalliga Nord. Ab der Saison 2015/16 gehörte David fest dem NLZ an und spielte mit den B2-Junioren (U16) in der zweitklassigen B-Junioren-Regionalliga Nord, ehe er in der Saison 2016/17 unter Christian Titz mit den B1-Junioren (U17) in der B-Junioren-Bundesliga spielte. In der Saison 2017/18 zählte er zum Kader der A-Junioren (U19) in der A-Junioren-Bundesliga. Dem 2000er-Jahrgang gehörten neben David u. a. noch die späteren Profis Fiete Arp und Josha Vagnoman an. In der U17 und U19 spielte David meist im defensiven Mittelfeld.

#### Erster Profivertrag und Leihe nach Würzburg
Zur Saison 2018/19 rückte David, der auch noch ein Jahr in der U19 spielen durfte, in den Kader der Profimannschaft seines ehemaligen U17-Trainers Christian Titz auf. Am 1. Spieltag debütierte er bei der 0:3-Niederlage des HSV gegen Holstein Kiel in der 2. Bundesliga, als er im Laufe der zweiten Halbzeit für David Bates in der Innenverteidigung eingewechselt wurde. Im September 2018 unterschrieb David seinen ersten Profivertrag mit einer Laufzeit bis zum 30. Juni 2021. Bei den Profis konnte er sich unter Titz und dessen Nachfolger Hannes Wolf nicht durchsetzen. Neben 2 Einwechslungen in der 2. Bundesliga kam David zu 19 Einsätzen (ein Tor) in der zweiten Mannschaft in der viertklassigen Regionalliga Nord. Zudem spielte er zum Beginn der Saison einmal für die U19.
Bis zur Winterpause der Saison 2019/20 war David unter dem neuen Cheftrainer Dieter Hecking hinter Rick van Drongelen, Timo Letschert, Ewerton und Gideon Jung der fünfte Innenverteidiger. Neben einer Einwechslung in der 2. Bundesliga spielte er 8-Mal in der Regionalliga. Ende Januar 2020 wechselte David bis zum Saisonende auf Leihbasis in die 3. Liga zu den Würzburger Kickers. Unter dem Cheftrainer Michael Schiele kam er in 5 von 6 Spielen vor der Saisonunterbrechung aufgrund der COVID-19-Pandemie zum Einsatz, davon die letzten 4 Spiele anstelle des verletzten Daniel Hägele jeweils neben dem Kapitän Sebastian Schuppan in der Innenverteidigung über die volle Spielzeit. Nach der Wiederaufnahme des Spielbetriebs nach knapp zweieinhalb Monaten verpasste David die letzten 9 Spiele aufgrund muskulärer Probleme. Ohne ihn kletterten die Kickers vom 10. auf den 2. Platz und stiegen in die 2. Bundesliga auf.

#### Rückkehr zum HSV
Zur Saison 2020/21 kehrte David zum Hamburger SV zurück, der während seiner Abwesenheit den Wiederaufstieg auf dem 4. Platz erneut verpasst hatte. Vor der Saison verlängerte er seinen Vertrag bis zum 30. Juni 2024. Der neue HSV-Cheftrainer Daniel Thioune bot David beim Erstrundenaus im DFB-Pokal gegen Dynamo Dresden in der Innenverteidigung in der Startelf auf. Anschließend wurden David die gesamte Spielzeit über Stephan Ambrosius, Toni Leistner und Moritz Heyer sowie Rick van Drongelen und Gideon Jung vorgezogen. Er kam unter Thioune lediglich auf 2 Einwechslungen in der Nachspielzeit. Für die letzten 3 Spiele übernahm der Nachwuchsdirektor Horst Hrubesch die Mannschaft bis zum Saisonende, der den 21-Jährigen am bedeutungslosen letzten Spieltag in der Startelf aufbot. Da die Regionalliga-Spielzeit aufgrund der COVID-19-Pandemie ab November 2020 nicht mehr fortgeführt werden konnte, konnte David dort nur 2-mal Spielpraxis sammeln.
Unter dem neuen Cheftrainer Tim Walter entwickelte sich David zum Beginn der Saison 2021/22 zum Stammspieler und bildete mit dem Kapitän Sebastian Schonlau die Innenverteidigung. David verpasste an den ersten 13 Spieltagen und den beiden ersten Pokalrunden (ein Tor) als einziger Spieler seiner Mannschaft keine Spielminute, ehe er sich während der Länderspielpause im November 2021 im Training einen Muskelfaserriss im Oberschenkel zuzog. Während seiner Abwesenheit wurde er von Mario Vušković aus der Startelf verdrängt. David kehrte Ende Dezember 2021 am 18. Spieltag, dem letzten vor der Winterpause, in den Spieltagskader zurück, wurde jedoch nicht eingesetzt. Im weiteren Saisonverlauf war David wieder Reservist. Er beendete die Spielzeit mit 21 Ligaeinsätzen, in denen er 13-mal in der Startelf stand. Der HSV erreichte zum zweiten Mal in Folge den 3. Platz und scheiterte erneut in der Relegation. Gegen den VfB Stuttgart bestritt David das Hinspiel und fiel anschließend erkrankt für das Rückspiel aus.
Auch in der Saison 2022/23 kam David hinter Schonlau und Vušković zunächst nur sporadisch zum Einsatz. Vor dem letzten Spiel der Hinrunde wurde Vušković aufgrund eines Dopingverdachts bis auf Weiteres gesperrt. David rückte fortan in die Startformation und behauptete seinen Platz gegen den Winterneuzugang Javi Montero. Am Saisonende standen für ihn 26 Ligaeinsätze (18-mal von Beginn) und ein Tor zu Buche.

#### Hansa Rostock
In der Sommerpause verpflichtete der HSV neben Sebastian Schonlau mit Dennis Hadžikadunić und Guilherme Ramos zwei weitere Innenverteidiger. Zudem kehrte Stephan Ambrosius von einer Leihe zurück. David war daher zum Beginn der Saison 2023/24 die fünfte Wahl in der Innenverteidigung und stand dementsprechend an den ersten vier Spieltagen nur einmal ohne Einsatz im Kader. Daher wechselte er Ende August 2023 bis zum Saisonende auf Leihbasis zum Ligakonkurrenten Hansa Rostock. Um dies zu ermöglichen, verlängerte er zudem seinen am Saisonende auslaufenden Vertrag bis zum 30. Juni 2025. Unter Alois Schwartz und dessen Nachfolger Mersad Selimbegović wurde David 15-mal in der 2. Bundesliga eingesetzt (13-mal in der Startelf). Die Rostocker beendeten die Saison auf dem vorletzten Platz und stiegen in die 3. Liga ab.

#### Erneut zum HSV
Zur Vorbereitung auf die Saison 2024/25 kehrte David zum HSV zurück, der mittlerweile von Steffen Baumgart trainiert wurde. Dort war er hinter Sebastian Schonlau, Dennis Hadžikadunić, Guilherme Ramos, Moritz Heyer sowie den Neuzugängen Daniel Elfadli und Lucas Perrin ohne Chance auf Einsätze. Nachdem David an den ersten vier Spieltagen nicht zum Spieltagsaufgebot gezählt hatte, einigte er sich Anfang September 2024 kurz nach der Schließung des Transferfensters auf eine Vertragsauflösung.

#### WSG Tirol
Nach knapp zwei Monaten ohne Verein wechselte David im November 2024 zum österreichischen Bundesligisten WSG Tirol. Für die WSG kam er insgesamt zu 17 Einsätzen in der Bundesliga. Nach der Saison 2024/25 verließ er Wattens wieder.

#### SSV Ulm 1846
Kurz nach Beginn der Spielzeit 2025/26 unterzeichnete der kurzzeitig vereinslose Jonas am 14. August 2025 einen Zwei-Jahres-Vertrag beim SSV Ulm 1846. Beim schwäbischen Klub, der aus der 2. Bundesliga abgestiegen war, sollte er für Cheftrainer Robert Lechleiter die Optionen in der Defensive nach dem langfristigen Ausfall des ebenfalls in der Innenverteidigung spielenden Mannschaftskapitäns Johannes Reichert aufgrund eines Kreuzbandrisses und Meniskusschadens erhöhen.

### In der Nationalmannschaft
David absolvierte von November 2018 bis März 2019 unter Guido Streichsbier 5 Länderspiele für die deutsche U19-Nationalmannschaft. Im September und Oktober 2019 folgten unter Manuel Baum 4 Spiele für die U20-Auswahl.

## Erfolge
- Aufstieg in die 2. Bundesliga: 2020 (Würzburger Kickers)